# 迈克尔·安德森

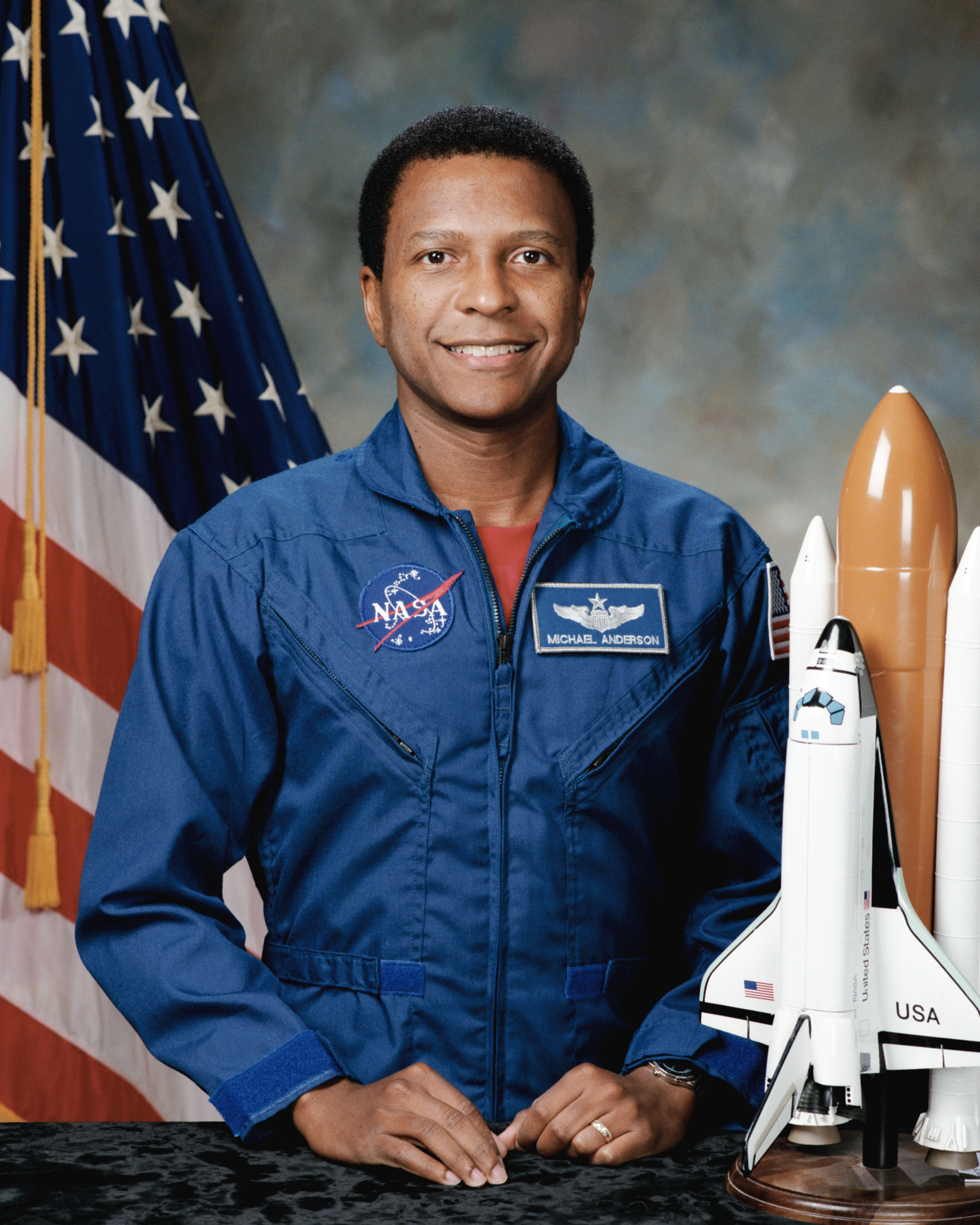
安德森的太空總署官方照

迈克尔·菲利普·安德森（英語：Michael Phillip Anderson，1959年12月25日—2003年2月1日）是一名宇航员，非裔美国人，美国空军中校。安德森曾在和平号空间站工作，在哥倫比亞號太空梭意外中喪生。
小行星51824號以其名字命名作為紀念。